# 英格蘭城堡

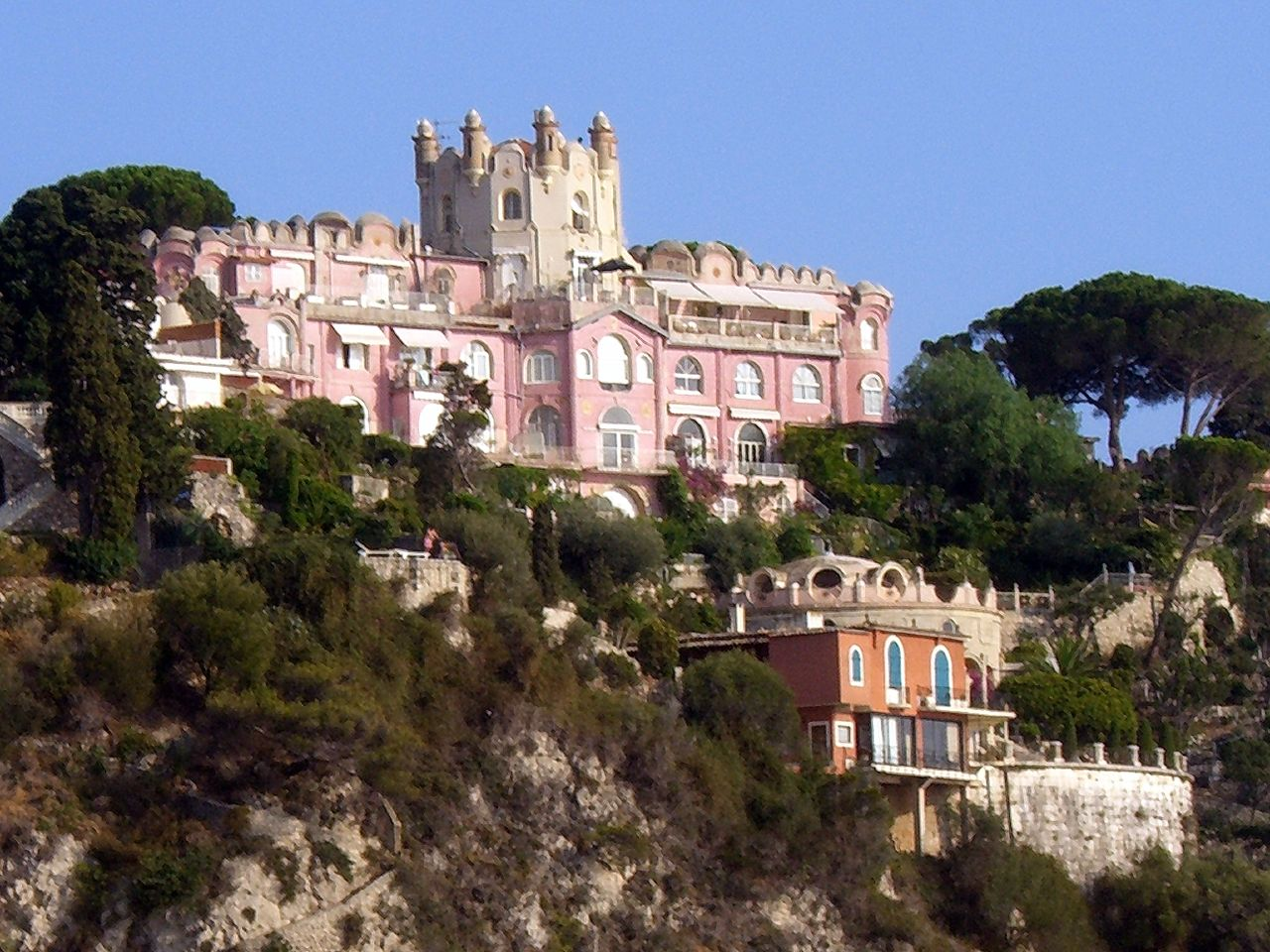
英格蘭城堡

英格蘭城堡（法語：château de l'Anglais）是位於法國城市尼斯的一座城堡。城堡修建於1856年至1858年。英格蘭城堡的建築風格是折衷古典主義建築。現在英格蘭城堡是尼斯著名的地標建築之一。在2000年，被法国文化部列为历史纪念碑。

## 外部連結
- Ministère de la Culture - DRAC PACA - Banque d'images : Demeure dite Château de l'Anglais, Château du Mont-Boron, Folie Smith